# 岡山県立高梁工業高等学校
岡山県立高梁工業高等学校（おかやまけんりつ たかはしこうぎょうこうとうがっこう）は、岡山県高梁市にあった県立の工業高等学校である。2006年（平成18年）に閉校した。卒業生は累計6,331人。

## 沿革
- 1948年4月1日 - 岡山県立高梁第２高等学校併設松山校舎として認可。農業科、木材工芸科、家庭科を設置
- 1949年9月1日 - 岡山県立高梁高等学校併設松山校舎となる
- 1953年4月1日 - 岡山県上房郡高梁町外６ケ町村高等学校組合立岡山県松山高等学校と改称
- 1954年5月1日 - 岡山県高梁市昭和町高等学校組合立岡山県松山高等学校となる
- 1959年4月1日 - 岡山県高梁市昭和町高等学校組合立岡山県松山高等学校独立校となる
- 1963年4月1日 - 農業科募集停止。木材工芸科を工芸科、家庭科を家政科と科名変更。電気科を設置
- 1966年3月31日 - 組合立岡山県松山高等学校昼間部（電気科・工芸科・家政科）が県営移管され　岡山県立高梁南高等学校となる
- 1966年4月1日 - 電気科　家政科募集停止。電気工業科、家庭経営科を設置
- 1968年4月1日 - 家庭経営科募集停止。デザイン科設置
- 1970年4月1日 - 岡山県立高梁工業高等学校と改称。電気工業科を電気科と科名変更
- 1973年4月1日 - 工芸科をインテリア科と科名変更
- 2004年4月1日 - 岡山県立高等学校再編整備により生徒募集を停止。後身校となる岡山県立高梁城南高等学校が開校
- 2006年3月31日 - 閉校。

## 課外活動

### 体育系
- 軟式野球部
- バスケットボール部
- バレーボール部
- ソフトテニス部
- バドミントン部
- サッカー部
- 陸上競技部
- 卓球部
- 剣道部
- 柔道部
- ライフル射撃部

### 文化系
- 吹奏楽部
- 美術部
- 写真部
- 電子工学部
- 社会問題研究部
- 漫画研究同好会
- コーラス同好会
- 郷土芸能同好会

## 所在地
- 岡山県高梁市原田北町1216-1（現在は、高梁城南高等学校の高梁校地）